# Hoshihananomia perlata
Hoshihananomia perlata is een keversoort uit de familie spartelkevers (Mordellidae). De wetenschappelijke naam van de soort is voor het eerst geldig gepubliceerd in 1776 door Sulzer.